# Aegidientorplatz (Stadtbahn di Hannover)
La stazione di Aegidientorplatz è una stazione sotterranea della Stadtbahn di Hannover, posta sotto l'omonima piazza nel centro cittadino.
La stazione è servita dai tracciati B e C della rete di Stadtbahn, percorsi complessivamente da 7 linee; in superficie è posto il capolinea del tracciato D (di tipo tranviario), servito da 2 linee.

## Movimento
La stazione è servita dalle linee 1, 2 e 8 in transito sul tracciato B, e dalle linee 4, 5, 6 e 11 sul tracciato C.